# Ессар-ан-Бокаж
Ессар-ан-Бокаж (фр. Essarts en Bocage) — муніципалітет у Франції, у регіоні Пеї-де-ла-Луар, департамент Вандея. Ессар-ан-Бокаж утворено 1 січня 2016 року шляхом злиття муніципалітетів Булонь, Лез-Ессар, Л'Уа i Сент-Флоранс. Адміністративним центром муніципалітету є Лез-Ессар. Населення — 6807 осіб (01.01.2021).